# 타청 지구
타청 지구(위구르어: تارباغاتاي ۋىلايىتى 타르바가타이 지구, 중국어: 塔城地区, 병음: Tǎchéng Dìqū)는 신장 위구르 자치구의 북쪽에 위치한 지구이다. 면적은 94,891km2이고 인구는 100만 명 (2007년)이다. 이리 카자흐 자치주의 일부분에 속한다. 러시아어 추구착. 몽골어 타르바가타이. 

### 주민
2000년의 조사에서 주민은 890,397명으로 나타났다(인구 밀도: 1인당 9,03/km2).
| 민족       | 인구    | %      |
| ---------- | ------- | ------ |
| 한족       | 522.829 | 58,59% |
| 카자흐족   | 216.020 | 24,21% |
| 후이족     | 66.458  | 7,45%  |
| 위구르족   | 36.804  | 4,12%  |
| 몽골족     | 29.759  | 3,33%  |
| 둥샹족     | 5.500   | 0,62%  |
| 다우르족   | 4.533   | 0,51%  |
| 러시아인   | 2.948   | 0,33%  |
| 키르기스족 | 1.870   | 0,21%  |
| 시버족     | 1.536   | 0,17%  |
| 기타       | 4.140   | 0,46%  |

## 행정 구역
2개의 현급시와 4개의 현, 그리고 1개의 자치현으로 구성되어 있다.
- 현급시
  - 타청 시(초차크 시)(위구르어: چۆچەك شەھىرى, 중국어: 塔城市)
  - 우쑤 시(중국어: 乌苏市
- 현
  - 위민 현(차간토카이 현)(위구르어: چاغانتوقاي ناھىيىسى, 중국어: 裕民县)
  - 어민 현(도르빌진 현)(위구르어: دۆربىلجىن ناھىيىسى, 중국어: 额敏县)
  - 사완 현(위구르어: ساۋەن ناھىيىسى, 중국어: 沙湾县)
  - 퉈리 현(토리 현) 위구르어: تولى ناھىيىسى, 중국어: 托里县)
- 자치현
  - 허부커싸이얼 몽골 자치현(코부크사르 몽골 자치현)(위구르어: قوبۇقسار موڭغۇلئاپتونوم ناھىيىسى, 중국어: 和布克赛尔蒙古自治县)